# Inkardinace
Inkardinace (dříve zřídka adskripce) je začlenění, popřípadě včlenění kleriků (tedy jáhnů a kněží) do určité partikulární církve, osobní prelatury nebo nějakého institutu zasvěceného života nebo společnosti mající tuto výsadu. Podle kanonického práva musí být všichni duchovní inkardinováni. Opakem inkardinace je exkardinace, která se provádí spolu s novou inkardinací (v případě, že je nějaký kněz přeložen nebo přestoupí do jiné diecéze, dříve též souhrnně označováno jako transkardinace).